# Wymysłów (gmina w województwie łódzkim)
Wymysłów (od 1929 Dobroń) – dawna gmina wiejska istniejąca do 1929 roku w woj. łódzkim. Siedzibą władz gminy był Wymysłów.
W okresie międzywojennym gmina Wymysłów należała do powiatu łaskiego w woj. łódzkim. Jednostkę o nazwie gmina Wymysłów zniesiono 2 lipca 1929 roku, w związku z jej przemianowaniem na gminę Dobroń.